# Случановський Андрій Іванович
Андрій Іванович Случановський (1 червня 1870 — † ?) — полковник Армії УНР.

## Життєпис
Народився у с. Мадієвка, Стародубського повіту Чернігівської губернії. Закінчив реальне училище, Миколаївське інженерне училище (1902), вийшов до 6-го саперного батальйону.
З 17 червня 1914 р. — командир 2-го Телеграфного батальйону. З 6 грудня 1914 р. — полковник. З 11 березня 1916 р. — командир 5-го саперного батальйону, одночасно — корпусний інженер XII армійського корпусу. З 21 серпня 1916 р. — командир 53-го саперного батальйону та корпусний інженер 47-го армійського корпусу. З 27 листопада 1916 р. — командир 21-го інженерного полку та корпусний інженер XI армійського корпусу. З 5 липня 1917 р. — командир 36-го інженерного полку та корпусний інженер 41-го армійського корпусу.
15 березня 1918 р. — демобілізувався.
З 21 жовтня 1918 р. — штаб-старшина інженерних військ головного інженерного управління Військового міністерства Української Держави. З 21 лютого 1919 р. — начальник 2-ї частини відділу навчання військ інженерного управління Військового міністерства УНР.
З 22 липня 1919 р. — помічник начальника головного інженерного управління з муштрової частини Військового міністерства УНР. У грудні 1919 р. був інтернований польською владою. З 31 березня 1920 р. — помічник начальника Військово-технічної управи Військового міністерства УНР, т. в. о. начальника цієї управи. З 30 квітня 1920 р. — начальник Військово-технічної управи Військового міністерства УНР. Наприкінці 1921 р. залишив Армію УНР.
Подальша доля невідома.